# 塞巴斯蒂安·勒帕普
塞巴斯蒂安·勒帕普（法語：Sébastien Lepape，1991年7月4日—），法国男子短道速滑运动员，2018年欧洲短道速滑锦标赛男子500米和男子3000米铜牌得主、2021年世界短道速滑锦标赛男子3000米金牌得主。